# Курода Йосітака

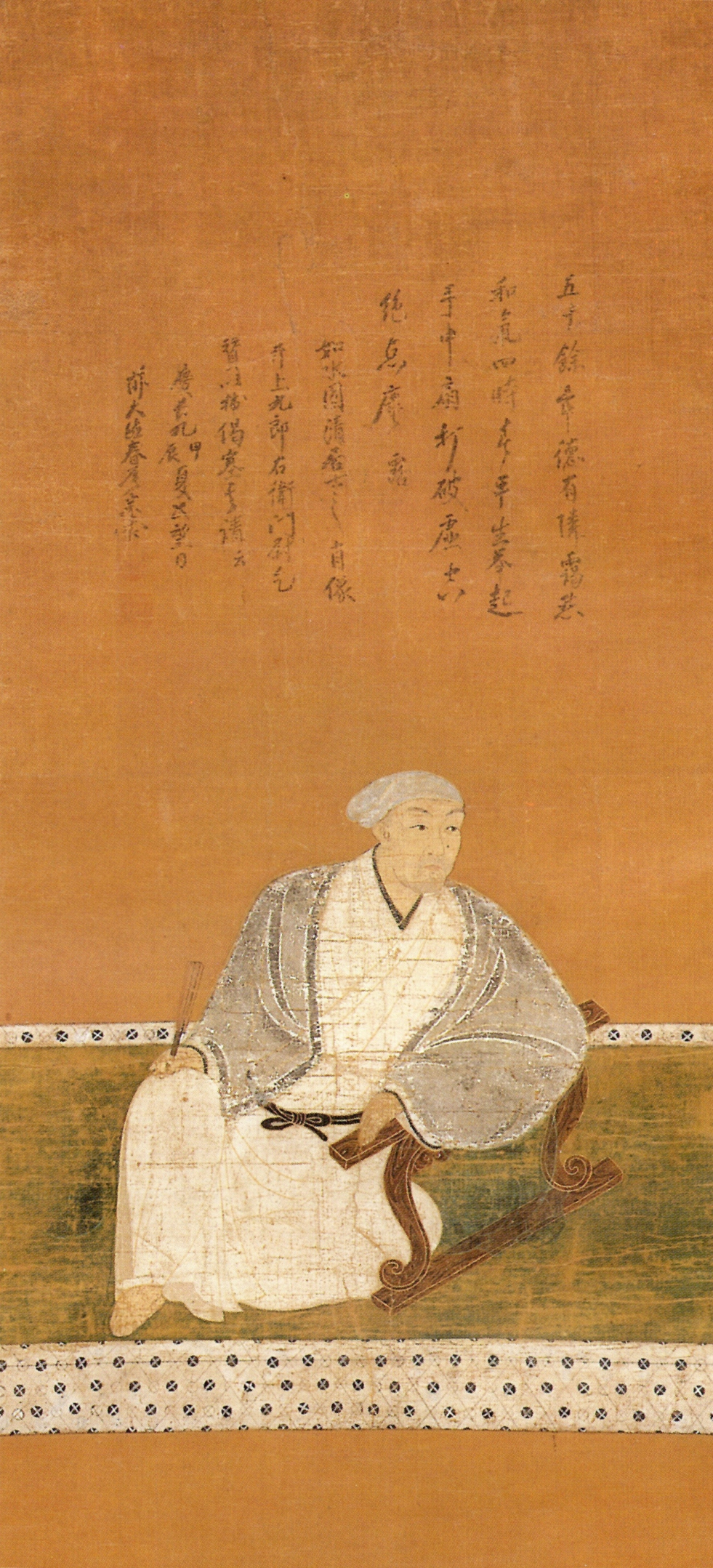
«Вчений муж Джьōсуй». Портрет літнього Куроди Йошітаки (Монастир Сōфуку, Фукуока, Японія)

Курода, Йошітака (【黒田孝高】 くろだ・よしたか, Тембун 15 (1546) — Кейчьō 9.3.20 (19 квітня 1603)) — японський полководець, магнат. Голова роду Курода (1567–1589). Стратег, радник і дипломат Тойотомі Хідейоші (1577–1598).

## Біографія
Народився в провінції Харіма. Син Кодери Мототаки, господаря замку Хімедзі. Спочатку був старійшиною Кодери Масанорі. 1575 р. змусив його стати васалом Оди Нобунаґи. 1577 р. прийняв у своєму замку Хідейоші, полководця Нобунаґи; воював під його командуванням проти сил 2-го антинобунаґівського союзу. 1578 р. прибув до бунтівного замку Ітамі в Сеццу з метою переконати його господаря Аракі Мурашіґе скласти зброю, але був ув'язнений. Через рік звільнився, порвав із Кодерою і повернувся на службу до Хідейоші. Брав участь у завоюванні острова Аваджі (1581), облозі замку Такамацу (1582), битві при Ямадзакі (1582), завоюванні Шікоку (1585) та Кюшю (1586–1587). 1585 р. в Осаці прийняв хрещення від отця-єзуїта Грегоріо де Сеспедеса. За численні заслуги отримав уділ Накацу у Будзені, доходом у 120 тис. коку. 1589 р. передав головування сину Наґамасі. У поході до Одавари (1590) вів мирні переговори із магнатами Хōджьō. Після смерті Хідейоші в 1598 р. став союзником Токуґави Ієясу. Після Секіґахарської битви (1600) переведений до уділу Фукуока на пн. Кюшю, доходом у 520 тис. коку. Був знавцем мистецтва чаювання, виступав патроном єзуїтів. Головний герой телевізійного історичного серіалу «Стратег Камбей» (2014), створеного японською компанією NHK.

## Імена
Прізвище
- Кодера 【小寺】 (з 1546)
- Курода 【黒田】 (з 1579)

Прізвисько — Камбей 【官兵衛】
Власні імена
- Сукетака 【祐隆】 (з 1567)[1]
- Йошітака 【孝隆】 (з 1570)[1]
- Йошітака 【孝高】 (з 1579)[1]

Псевдо — Джьōсуй 【如水】
Хрещене ім'я — Симон (Сімеон)

## Серіал
«Стратег Камбей» (2014) NHK